# Cá tuyết đá bốn râu
Cá tuyết đá bốn râu (Enchelyopus cimbrius) là một loài cá tuyết sông được tìm thấy ở phía bắc Đại Tây Dương. Loài này phát triển đến tổng chiều dài là 41 cm. Nó có tầm quan trọng nhỏ trong ngành thủy sản thương mại.

## Mô tả
Cá tuyết đá bốn râu là một loài cá dài, thân mảnh, được đặt tên theo bốn ngạnh của nó, một trong số đó ở cằm và những cái khác ở mõm. Lỗ thông hơi nằm dọc theo cơ thể và ở phía sau, cơ thể bị nén về phía sau. Vây lưng trước có một tia dài nổi rõ và mặt khác ngắn và thấp. Vây lưng sau rất dài và cao đều. Vây hậu môn cũng dài và vây bụng nằm trước ngực. Cuống đuôi rất ngắn và vây đuôi tròn. Da trơn và không dễ nhìn thấy vảy. Mặt lưng thường có màu nâu, đôi khi có một số đốm sẫm màu không đều ở đầu sau. Hai bên sườn và bụng màu xám bạc. Các vây có màu hơi xanh với các cạnh đậm hơn ở vây lưng, vây hậu môn và vây đuôi. Kích thước của loài cá này thường từ 20 đến 30 cm với chiều dài tối đa là 40 cm.

## Phân bố và sinh cảnh
Cá tuyết đá bốn râu được tìm thấy ở tây bắc Đại Tây Dương từ bắc Vịnh Mexico đến Newfoundland và tây Greenland, và ở đông bắc Đại Tây Dương từ Vịnh Biscay đến Iceland và Biển Barents, tây Biển Baltic và đôi khi ở Vịnh Phần Lan. Nó đã trở thành một loài sắp bị đe dọa ở Baltic.
Nó di cư ngoài khơi vào mùa xuân và vào bờ vào mùa thu. Phạm vi độ sâu của nó là khoảng từ 20 đến 500 m.

## Sinh học
Cá tuyết đá bốn râu là loài cá sống ở tầng đáy ăn động vật giáp xác, giun nhiều tơ, động vật thân mềm và các động vật không xương sống khác. Nó thường sinh sản từ tháng 2 đến tháng 8, thả đẻ trứng ở vùng nước sâu, sau đó trứng nổi lên mặt nước.